# Russisch korfbalteam
Het Russisch korfbalteam is een team van korfballers dat Rusland vertegenwoordigt in internationale wedstrijden. De verantwoordelijkheid van het Russisch korfbalteam ligt bij de Russian Korfball Federation (RKF). Het achttal won tot nu toe nog geen enkele grote prijs, het werd wel tweede op de European Bowl.

## Resultaten op de wereldkampioenschappen
| Wereldkampioenschap korfbal |               |             |               |
| Jaar                        | Kampioenschap | Gastheer    | Klassering    |
| 1978                        | 1e WK         | Amsterdam   | Geen deelname |
| 1984                        | 2e WK         | Antwerpen   | Geen deelname |
| 1987                        | 3e WK         | Rotterdam   | Geen deelname |
| 1991                        | 4e WK         | Antwerpen   | Geen deelname |
| 1995                        | 5e WK         | New Delhi   | Geen deelname |
| 1999                        | 6e WK         | Adelaide    | Geen deelname |
| 2003                        | 7e WK         | Rotterdam   | Geen deelname |
| 2007                        | 8e WK         | Brno        | 6e plaats     |
| 2011                        | 9e WK         | Shaoxing    | 6e plaats     |
| 2015                        | 10e WK        | België      | 8e plaats     |
| 2019                        | 11e WK        | Zuid-Afrika | Geen deelname |
| 2023                        | 12e WK        | Taiwan      | Geen deelname |

## Resultaten op de Wereldspelen
| Wereldspelen |                  |                       |               |
| Jaar         | Kampioenschap    | Gastland              | Klassering    |
| 1985         | 2e Wereldspelen  | Londen (Engeland)     | Geen deelname |
| 1989         | 3e Wereldspelen  | Karlsruhe (Duitsland) | Geen deelname |
| 1993         | 4e Wereldspelen  | Den Haag (Nederland)  | Geen deelname |
| 1997         | 5e Wereldspelen  | Lahti (Finland)       | Geen deelname |
| 2001         | 6e Wereldspelen  | Akita (Japan)         | Geen deelname |
| 2005         | 7e Wereldspelen  | Duisburg (Duitsland)  | Geen deelname |
| 2009         | 8e Wereldspelen  | Kaohsiung (Taiwan)    | 4e plaats     |
| 2013         | 9e Wereldspelen  | Cali (Colombia)       | 6e plaats     |
| 2017         | 10e Wereldspelen | Wroclaw (Polen)       | Geen deelname |
| 2022         | 11e Wereldspelen | Birmingham (USA)      | Geen deelname |
| 2025         | 12e Wereldspelen | Chengdu (China)       | Geen deelname |

## Resultaten op de Europese kampioenschappen
| Europees kampioenschap korfbal |               |           |               |
| Jaar                           | Kampioenschap | Gastland  | Klassering    |
| 1998                           | 1e EK         | Portugal  | Geen deelname |
| 2002                           | 2e EK         | Catalonië | Geen deelname |
| 2006                           | 3e EK         | Hongarije | 7e plaats     |
| 2010                           | 4e EK         | Nederland | 8e plaats     |
| 2014                           | 5e EK         | Portugal  | 6e plaats     |
| 2016                           | 6e EK         | Nederland | 8e plaats     |
| 2018                           | 7e EK         | Nederland | Geen deelname |
| 2021                           | 8e EK         | België    | Geen deelname |
| 2024                           | 9e EK         | Spanje    | Geen deelname |